# Det sorte Skib
Det sorte Skib er en dansk stumfilm fra 1914 med ukendt instruktør.

## Handling
Denne artikel mangler et handlingsreferat. Hjælp os med at skrive det.

## Medvirkende
- Adolf Jensen - Renard
- Marie Dinesen - Inger, Renards hustru
- Alf Nielsen - Marcel, Renards søn
- Carl Johan Lundkvist - Kaptajn Northon
- Ellen Abrahams - Ines, kaptajnens datter
- Emilius Lindgreen - John, Marcels ven
- Robert Sperati - Den fremmede Kaptajn
- Otto Lagoni
- Tage Hertel